# Ŏrang-gun
Ŏrang-gun (koreanska: 어랑군) är en kommun i Nordkorea.   Den ligger i provinsen Hambuk, i den nordöstra delen av landet, 400 km nordost om huvudstaden Pyongyang.